# Flughafen Jamshedpur

i8
i11
i13
Der ca. 146 m hoch gelegene und nur für Turboprop-Maschinen geeignete Flughafen Jamshedpur (englisch Jamshedpur Airport, auch Sonari Airport, IATA-Code: IXW, ICAO-Code: VEJS) ist ein nationaler Flughafen ca. 4 km (Fahrtstrecke) nordwestlich der Großstadt Jamshedpur im Südosten des indischen Bundesstaats Jharkhand. Ein Neubau des Flughafens auf einem Militärgelände ca. 60 km südöstlich beim Ort Dhalbhumgarh ist vorgesehen.

## Geschichte
Ursprünglich von der britischen Kolonialmacht als reiner Militärflugplatz konzipiert, starteten seit den 1970er Jahren auch Charterflüge.

## Flugverbindungen
Derzeit finden keine Linienflüge statt.

## Sonstiges
- Betreiber des Flughafens ist die Tata-Gruppe.
- Es gibt eine Start-/Landebahn mit ca. 1222 m Länge.